# Jean-Pierre Paranteau
Jean-Pierre Paranteau, né le 5 août 1944 à Angoulême et mort le 27 octobre 2024 à Limoges,, est un coureur cycliste professionnel français entre 1969 et 1976.

## Biographie
Dans les rangs amateurs, de 1967 à 1969, il est surnommé « le petit Merckx », gagnant presque toutes ses courses auxquelles il s’attaque, et toujours en s'échappant, le plus souvent seul. Il se voit remettre en tout cas à 80 reprises le bouquet du vainqueur, selon le journaliste Robert Descamps. Il participe en outre à l'épreuve sur route des Jeux olympiques de Mexico en 1968.
Après son passage chez les professionnels où il se cantonne la plupart du temps à un rôle d'équipier, il prend une première retraite avant de revenir courir dans les rangs régionaux amateurs où il domine encore pendant quelques années les courses régionales, sans atteindre toutefois le niveau des années 1970.

## Palmarès
| - 1967 - Prix Antonin Reix - 3e du Circuit des Deux Provinces - 1968 - Championnat du Poitou - Mérite Veldor - Tour des Combrailles - Quatre Jours de Vic-Fezensac - 4e et 5e étapes du Tour du Limousin - 2e du Tour du Limousin - 3e du Tour de l'Avenir - 1969 - Une étape des Quatre Jours de Vic-Fezensac - Route de France - Tour du Sud-Ouest - Boucles de l'Aude - 7e étape du Tour du Limousin - 2e des Quatre Jours de Vic-Fezensac - 2e du Tour des Combrailles - 2e du Tour des Alpes de Haute-Provence - 2e du Tour du Roussillon - 3e du Tour du Limousin - 1971 - 3e de Nice-Seillans - 1973 - Tour de l'Aude : - Classement général - 3e étape - 3e étape de la Semaine catalane - 1976 - 2e du Grand Prix des Fêtes de Coux-et-Bigaroque - 2e du Circuit du Cantal | - 1977 - 3e du Circuit boussaquin - 3e du Grand Prix de Puy-l'Évêque - 1978 - 2e du Bol d’or des amateurs - 1979 - Circuit des Monts et Barrages - 2e du Grand Prix de Montamisé - 2e du Grand Prix de Puy-l'Évêque - 2e du Grand Prix des Foires d'Orval - 3e du Grand Prix de la Trinité - 3e du Circuit des Deux Ponts - 1980 - Prix Albert-Gagnet - 1981 - Bol d’or des amateurs - Grand Prix de Montamisé - Prix Albert-Gagnet - 3e du Grand Prix de la Trinité - 1982 - 2e du Prix Albert-Gagnet - 3e du Circuit des Deux Ponts - 1983 - 2e du Prix Albert-Gagnet - 3e du Critérium de Terrebourg - 3e du Grand Prix de la Trinité - 1985 - 3e du Prix Albert-Gagnet - 1986 - 2e du Grand Prix d'Oradour-sur-Vayres - 2e du Prix Albert-Gagnet |  |

## Résultats dans les grands tours

### Tour de France
3 participations
- 1970 : 58e
- 1972 : 38e
- 1973 : abandon (5e étape)

### Tour d'Espagne
3 participations
- 1970 : abandon
- 1971 : 51e
- 1973 : 39e